# Ambroise Baudry
Pour les articles homonymes, voir Baudry.
Ambroise Baudry, né le 1er juillet 1838 à Napoléon-Vendée et mort le 3 juillet 1906, est un architecte français. Il exerça au Caire de 1871 à 1886.

## Biographie
Ambroise Baudry est le frère cadet du peintre vendéen Paul Baudry.
Élève d'Hippolyte Lebas et de Louis-Victor Louvet à l'école des beaux-arts de Paris, où il entre le 26 novembre 1858, il en sort avec son diplôme d'architecte. À partir de 1861, il est attaché à la construction de l'Opéra Garnier comme inspecteur des travaux. Il expose au Salon des artistes français en 1866 et 1867. Il obtient une médaille en 1867 et une médaille de 3e classe à l'Exposition universelle où il réalise la section roumaine. Il obtient une autre médaille à celle de 1878. Il est lauréat au concours pour la construction de l'hôtel de ville de Vienne, mais n'a pas le projet, les Autrichiens ayant préféré un concitoyen. 
La guerre franco-allemande de 1870 interrompt la construction de l'Opéra de Paris le 22 décembre, et le met au chômage : il passe ainsi le siège de Paris dans les tranchées. 
En février 1871, il se prépare à quitter Paris pour l'Égypte avec Alfred Jacquemart pour finaliser la commande du piédestal de la statue de Muhammad’Alî. Il revient en France le 25 juillet 1871, après avoir obtenu une provision pour commencer le piédestal. Il  profite de sa présence en Égypte pour visiter les vieux quartiers du Caire où il fait des dessins et la Haute-Égypte en avril avec Auguste Mariette.
Il repart en Égypte en octobre 1871 où il obtient la commande de plusieurs habitations pour des personnalités égyptiennes. Il est aussi sollicité pour réaliser des ouvrages en France pour le compte de Français installés en Égypte. 
En 1875, il est architecte du palais que le prince Hussein Kamal se fait construire à Gizeh. En 1877, il est nommé architecte du vice-roi d'Égypte Ismaïl Pacha pour lequel il construit des palais et des monuments. En 1877, les problèmes financiers du khédive le conduisent à résilier le contrat de Baudry pour la construction du palais de Gizeh. Ses commandes vont alors diminuer lui créant des problèmes financiers. En novembre 1886, il quitte l'Égypte pour rentrer en France. Il n'y  retourne qu'une fois, en 1897, pour faire la réception définitive de l'Institut français d'archéologie orientale dont il avait fait les plans.
Pendant son séjour en Égypte, il s'intéresse à l'Égypte des mamelouks et ottomane et non à l'Égypte antique. Il est un grand collectionneur d'art arabe. Certaines des pièces qu'il avait acquises sont venues enrichir la collection d'art islamique du Musée du Louvre. En 1892, il vend des éléments de sa collection à Edmond de Rothschild.
En 1889, il édifie une chapelle dans l'église Notre-Dame de Niort. Il réalise le pavillon de Serbie à l'Exposition universelle de 1900 et le monument élevé à la mémoire de son frère Paul Baudry.
Ambroise Baudry meurt à son domicile, 59 rue de Grenelle dans le 7e arrondissement de Paris le 3 juillet 1906, à l'âge de 68 ans.

## Principales réalisations
- Villa de Delort de Gléon, rue Chawarbî, Caire (1872) ;
- Achèvement du palais de Gizeh (1875-1877) ;
- Immeuble à arcades de l'Ezbekiyyeh ;
- Hôtel particulier du banquier Raphael Suares ;
- Petit palais de Gaston de Saint-Maurice ;
- Château de La Haichois (1888) ;
- Tombe de Paul Baudry au cimetière du Père-Lachaise (1890) ;
- Décoration égyptienne du château du Bot, à la demande d'Ernest de Blignières, ancien contrôleur de la dette de l'État égyptien et ministre des Travaux publics du gouvernement de Nubar Pacha[2].